# سعيد الطاهري
سعيد الطاهري من مواليد (25 يناير 1964 -) ، هو حكم كرة قدم مغربي سابق .

## مسيرته
أدار عدة مباريات بمجموعة من البطولات ، أهمها :
- 2003 : نهائي كأس العرش
- 2008 : نهائي كأس العرش